# Radio Télévision Suisse
La Radio Télévision Suisse (RTS) es un organismo de radiodifusión pública de Suiza, que forma parte de SRG SSR. RTS se encarga de la producción y emisión de programas de radio y televisión en idioma francés para la Suiza romanda. Fue creado el 1 de enero de 2010 por una fusión de la Radio Suisse Romande y Télévision Suisse Romande.

## Historia
El primer programa vespertino que se emitió en color en Télévision Suisse Romande fue transmitido en 1968. Mientras que mantiene su sede en Ginebra, Radio Télévision Suisse tiene previsto trasladar su sede de radio en Lausana a un nuevo edificio en el campus de la Universidad de Lausana en 2019-2020.

## Señales

### Radio
- RTS Première: Programación generalista. Es heredera de la primera radio suiza, que empezó a emitir en septiembre de 1922.
- RTS Espace 2: Emisora cultural. Entró al aire en 1956.
- RTS Couleur 3: Radio musical juvenil. Entró al aire en 1982.
- RTS Option Musique: Radio musical especializada en artistas francófonos y suizos. Entró al aire en 1994.

Todas las emisoras de radio se producen desde Lausana.

### Televisión
- RTS 1: Canal generalista. Empezó a emitir en 1954.
- RTS 2: Ofrece una programación alternativa al primer canal. Se inauguró el 1 de septiembre de 1997.

La sede social de ambos canales se encuentra en Ginebra.
La marca de noticias RTS Info (cuya marca actual se implantó en 2006) tiene también su canal 24 horas que solo se puede ver por el sitio web de la empresa (rts.ch).